# 第1次大平内閣
第1次大平内閣（だいいちじおおひらないかく）は、衆議院議員、自由民主党総裁の大平正芳が第68代内閣総理大臣に任命され、1978年（昭和53年）12月7日から1979年（昭和54年）11月9日まで続いた日本の内閣。

## 内閣の顔ぶれ・人事
所属政党・出身

  自由民主党   民間・中央省庁

### 国務大臣
| 職名                                           | 氏名       | 氏名                          | 出身等                         | 特命事項等         | 備考           |
| ---------------------------------------------- | ---------- | ----------------------------- | ------------------------------ | ------------------ | -------------- |
| 内閣総理大臣                                   | 大平正芳   |                               | 衆議院 自由民主党 （大平派）   |                    | 自由民主党総裁 |
| 法務大臣                                       | 古井喜実   |                               | 衆議院 自由民主党 （無派閥）   |                    | 再入閣         |
| 外務大臣                                       | 園田直     |                               | 衆議院 自由民主党 （無派閥）   |                    | 留任           |
| 大蔵大臣                                       | 金子一平   | Polish_20250721_180200078.jpg | 衆議院 自由民主党 （大平派）   |                    | 初入閣         |
| 文部大臣                                       | 内藤誉三郎 |                               | 参議院 自由民主党 （中曽根派） |                    | 初入閣         |
| 厚生大臣                                       | 橋本龍太郎 |                               | 衆議院 自由民主党 （田中派）   |                    | 初入閣         |
| 農林水産大臣                                   | 渡辺美智雄 |                               | 衆議院 自由民主党 （中曽根派） |                    | 再入閣         |
| 通商産業大臣                                   | 江﨑真澄   |                               | 衆議院 自由民主党 （田中派）   |                    | 再入閣         |
| 運輸大臣                                       | 森山欽司   |                               | 衆議院 自由民主党 （三木派）   |                    | 再入閣         |
| 郵政大臣                                       | 白浜仁吉   |                               | 衆議院 自由民主党 （福田派）   |                    | 初入閣         |
| 労働大臣                                       | 栗原祐幸   |                               | 衆議院 自由民主党 （大平派）   |                    | 初入閣         |
| 建設大臣                                       | 渡海元三郎 |                               | 衆議院 自由民主党 （福田派）   |                    | 再入閣         |
| 自治大臣 国家公安委員会委員長 北海道開発庁長官 | 渋谷直蔵   |                               | 衆議院 自由民主党 （三木派）   |                    | 初入閣         |
| 内閣官房長官                                   | 田中六助   |                               | 衆議院 自由民主党 （大平派）   |                    | 初入閣         |
| 総理府総務庁長官 沖縄開発庁長官                | 三原朝雄   |                               | 衆議院 自由民主党 （無派閥）   |                    | 再入閣         |
| 行政管理庁長官                                 | 金井元彦   |                               | 参議院 自由民主党 （田中派）   |                    | 初入閣         |
| 防衛庁長官                                     | 山下元利   |                               | 衆議院 自由民主党 （田中派）   |                    | 初入閣         |
| 経済企画庁長官                                 | 小坂徳三郎 |                               | 衆議院 自由民主党 （無派閥）   | 対外経済担当       | 再入閣         |
| 科学技術庁長官                                 | 金子岩三   |                               | 衆議院 自由民主党 （大平派）   | 原子力委員会委員長 | 初入閣         |
| 環境庁長官                                     | 上村千一郎 |                               | 衆議院 自由民主党 （中曽根派） |                    | 初入閣         |
| 国土庁長官                                     | 中野四郎   |                               | 衆議院 自由民主党 （福田派）   |                    | 初入閣         |

### 内閣官房副長官・内閣法制局長官・総理府総務副長官
| 職名             | 氏名     | 出身等                       | 備考                                        |
| ---------------- | -------- | ---------------------------- | ------------------------------------------- |
| 内閣官房副長官   | 加藤紘一 | 衆議院／自由民主党（大平派） | 政務担当 1978年（昭和53年）12月8日任        |
| 内閣官房副長官   | 翁久次郎 | 官僚                         | 事務担当、留任 1978年（昭和53年）12月12日任 |
| 内閣法制局長官   | 真田秀夫 | 官僚                         | 留任 1978年（昭和53年）12月8日任            |
| 総理府総務副長官 | 住栄作   | 衆議院／自由民主党（大平派） | 政務担当 1978年（昭和53年）12月8日任        |
| 総理府総務副長官 | 秋富公正 | 官僚                         | 事務担当、留任 1978年（昭和53年）12月8日任  |

## 政務次官
1978年（昭和53年）12月12日任命。
- 法務政務次官 - 最上進
- 外務政務次官 - 志賀節
- 大蔵政務次官 - 林義郎・中村太郎
- 文部政務次官 - 高村坂彦
- 厚生政務次官 - 山崎拓
- 農林水産政務次官 - 片岡清一・宮田輝
- 通商産業政務次官 - 中島源太郎・中西一郎
- 運輸政務次官 - 林大幹
- 郵政政務次官 - 亀井久興
- 労働政務次官 - 瓦力
- 建設政務次官 – 渡辺紘三
- 自治政務次官 - 大石千八
- 行政管理政務次官 - 粕谷茂
- 北海道開発政務次官 - 佐々木満
- 防衛政務次官 - 有馬元治
- 経済企画政務次官 - 野田毅
- 科学技術政務次官 - 羽生田進
- 環境政務次官 – 山東昭子
- 沖縄開発政務次官 - 坂元親男
- 国土政務次官 - 保岡興治